# باول ديك
باول ديك هو محامي وسياسي كندي، ولد في 27 أكتوبر 1940، وتوفي في 2 مايو 2018. حزبياً، نشط في الحزب الكندي التقدمي المحافظ. وقد انتخب عضو مجلس العموم الكندي.